# Parc national de Satchari

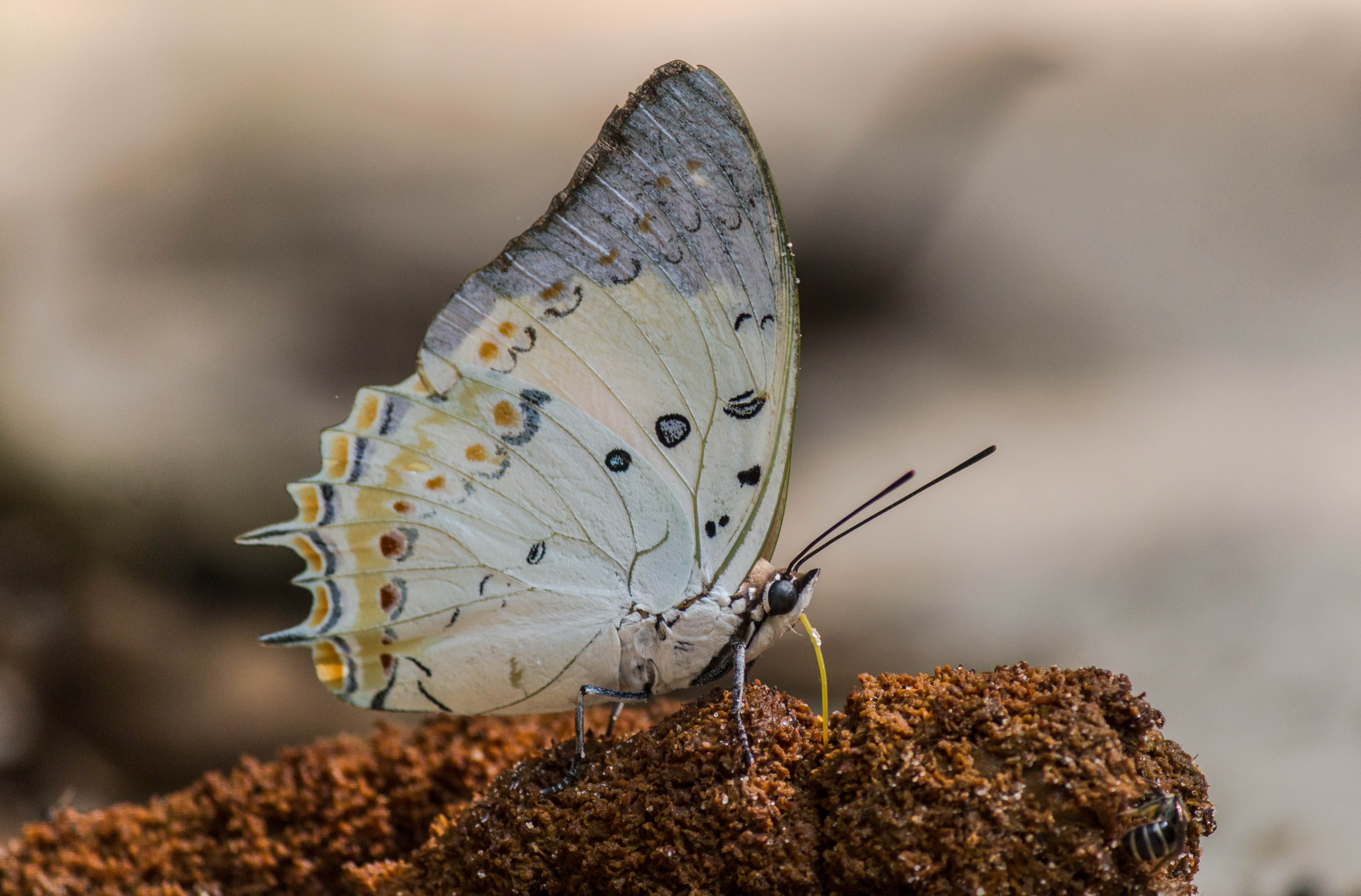
Nawab bijou dans le parc

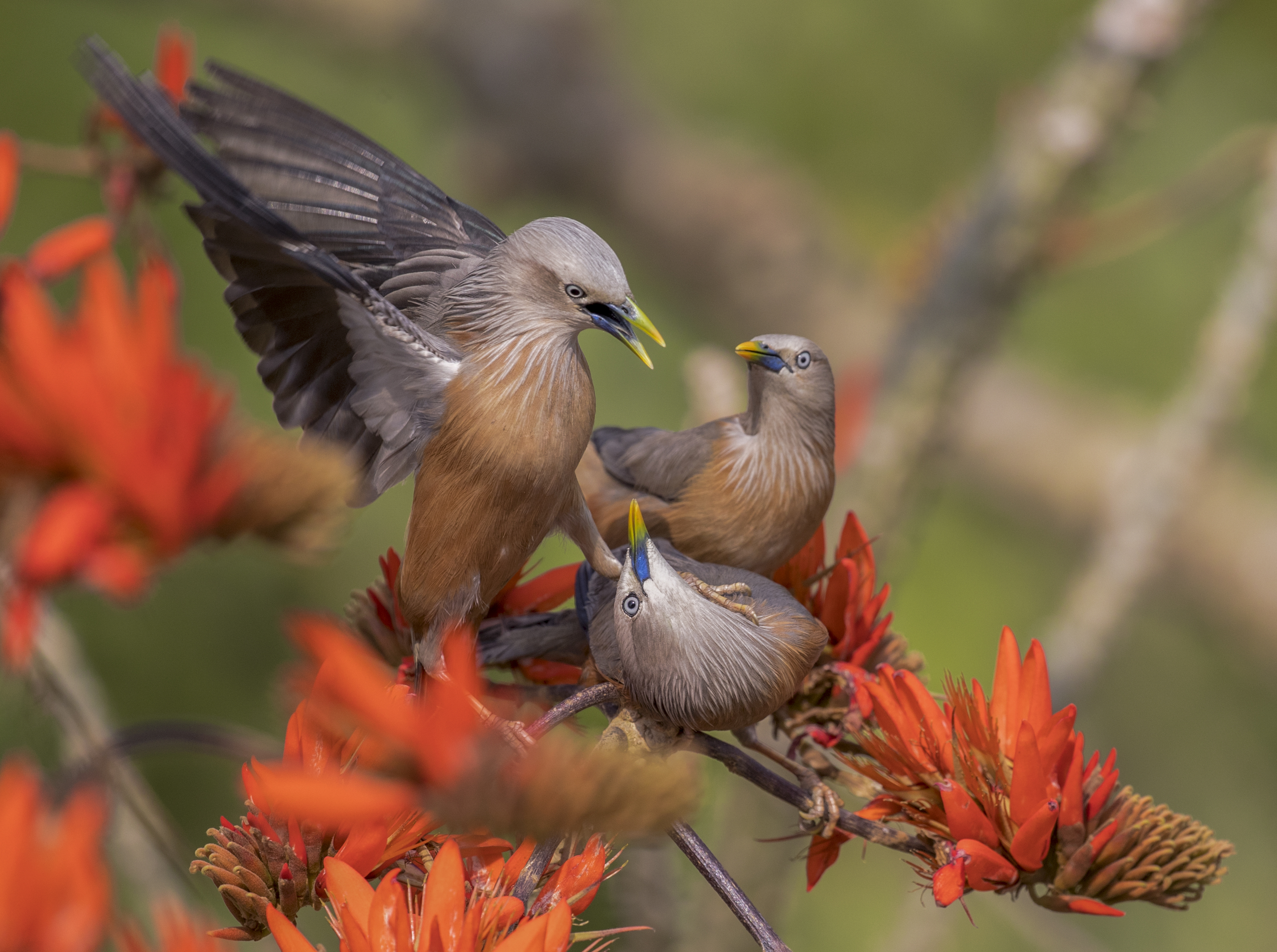
Étourneaux à queue marron dans le parc

Parc national de Satchari ( bengali : সাতছড়ি   ) est un parc national du district de Habiganj, au Bangladesh.
Après la loi de 1974 sur la préservation de la vie sauvage, en 2005 le parc national de Satchari a été construit sur 243 hectares de terres.

## Toponymie
Le nom « Satchari » signifie littéralement « sept courants », en bengali, il fait référence aux sept ruisseaux qui coulent dans cette jungle.

## Géographie

### Localisation
Le parc est situé sur la colline de Raghunandan, dans l'upazila Paikpara, Chunarughat, district de Habiganj, dans la région de Sylhet. Elle est à 130 km de la capitale du Bangladesh, Dacca.

### Population
Il y a 9 jardins de thé à proximité. Le jardin de thé de Satchari est à l'ouest et le jardin de thé de Chaklapunji est à l'est. En 2017, environ 24 familles de la tribu Tipra y vivaient dans le village de Tipra.

## Biodiversité

### Flore
Il y a environ plus de 200 arbres dans le parc national de Satchari et les plus sont les Shaal ( Shorea robusta ), Segun ( Tectona grandis ), Agar, Garjan, Chapalish, Palm, Mehgani, Krishnachur, Dumur ( Ficus ), Jamrul, Shidha Jarul, Awal, Malekas, Eucalyptus, Akashmoni, Bambous et l'arbre de pari (connu sous le nom de Mutra dans la région).

### Faune
La faune de ce parc est richement habiter par le Coq doré, les trogon à tête rouge, le calao pie oriental et le pic kisuki. Le Houlock qui y résident sont en danger critique d'extinction. ont y découvre aussi des  semnopithèque de phayre, une espèce de colobinae et les ours noirs d'Asie en petit nombre.

## Projet de soutien cosmique
En plus du département national des forêts, une ONG nommée Nisharga, avec leur projet de soutien mixte, observe le parc. À côté de la forêt préservée, ils proposent de l'écotourisme. L'ONG y vend également des articles de fantaisie.

## Voir également
- Parc national de Bhawal (en)
- Parc national de Lawachara (en)
- Liste des aires protégées du Bangladesh (en)